# Chettia
Chettia là một đô thị thuộc tỉnh Chlef, Algérie. Dân số thời điểm năm 2002 là 59.96 người.